# Manaurie (Fluss)
Der Manaurie (französisch: Ruisseau de Manaurie) ist ein kleiner Fluss im Südwesten von Frankreich, der im Département Dordogne der Region Nouvelle-Aquitaine südöstlich der Stadt Périgueux verläuft.

## Geografie

### Verlauf
Der Manaurie entspringt im Gemeindegebiet von Rouffignac-Saint-Cernin-de-Reilhac, verläuft generell Richtung Südsüdost durch die Landschaft des Périgord noir und mündet nach rund 15 Kilometern bei Manaurie in der Gemeinde Les Eyzies als rechter Nebenfluss in die Vézère. In seinem Unterlauf begleitet der Manaurie die Bahnstrecke Niversac–Agen.

### Orte am Fluss
(Reihenfolge in Fließrichtung)
- La Faille, Gemeinde Rouffignac-Saint-Cernin-de-Reilhac
- Saint-Cernin-de-Reilhac, Gemeinde Rouffignac-Saint-Cernin-de-Reilhac
- Miremont, Gemeinde Mauzens-et-Miremont
- Puyvendran, Gemeinde Savignac-de-Miremont
- Manaurie, Gemeinde Les Eyzies